# Charles H. MacDonald
Charles H. MacDonald (né le 23 novembre 1915, mort le 3 mars 2002) est un pilote américain de la Seconde Guerre mondiale.

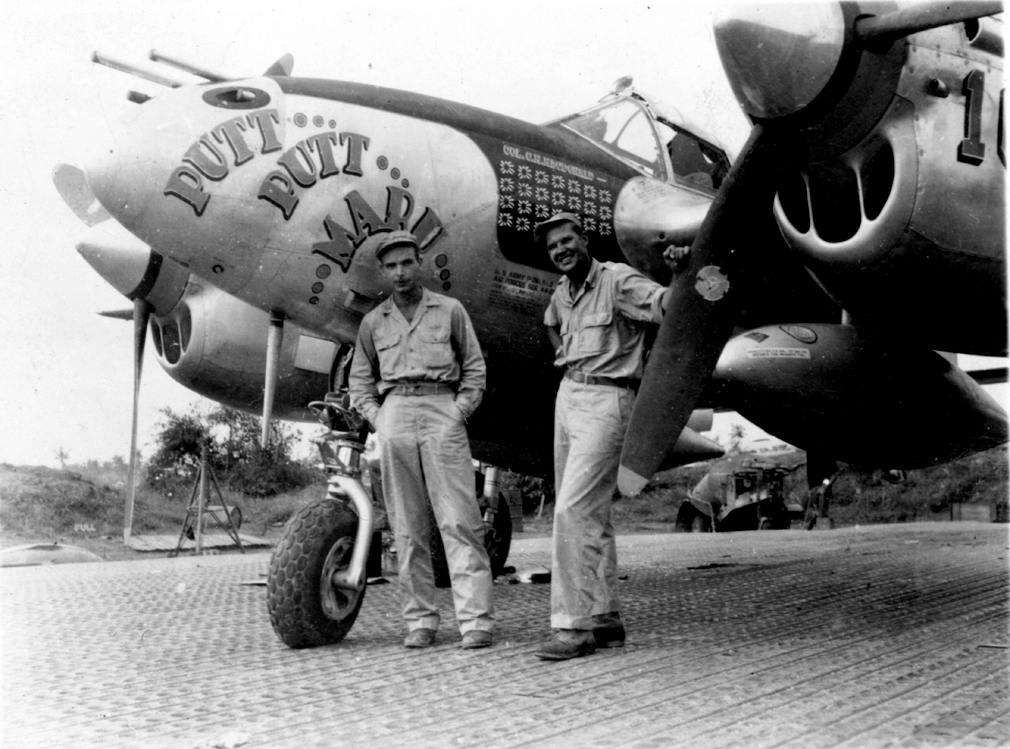
Le Colonel Charles H MacDonald et Al Nelson devant un P-38 durant la deuxième guerre mondiale.